# TNA Global Impact!
Global Impact! was een gratis online professioneel worstelshow geproduceerd door Total Nonstop Action Wrestling (TNA). Global impact!, die werd georganiseerd door TNA interviewers Jeremy Borash en Christy Hemme. Dit programma werd gekenmerkt door exclusieve beelden, interviews, nieuws-updates, wedstrijden en nog veel meer.